# 缢筒列当
缢筒列当（学名：Orobanche kotschyi）为列当科列当属下的一个种。

## 扩展阅读
- 維基物種上的相關：缢筒列当